# Lekkoatletyka na Letnich Igrzyskach Olimpijskich 1976 – bieg na 1500 m mężczyzn
Bieg na 1500 metrów mężczyzn podczas XXI Letnich Igrzysk Olimpijskich w Montrealu rozegrano 29 (eliminacje), 30 (półfinały) i 31 lipca 1976 (finał) na Stadionie Olimpijskim w Montrealu. Zwycięzcą został reprezentant Nowej Zelandii John Walker.

## Rekordy

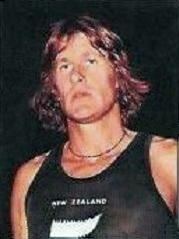
John Walker

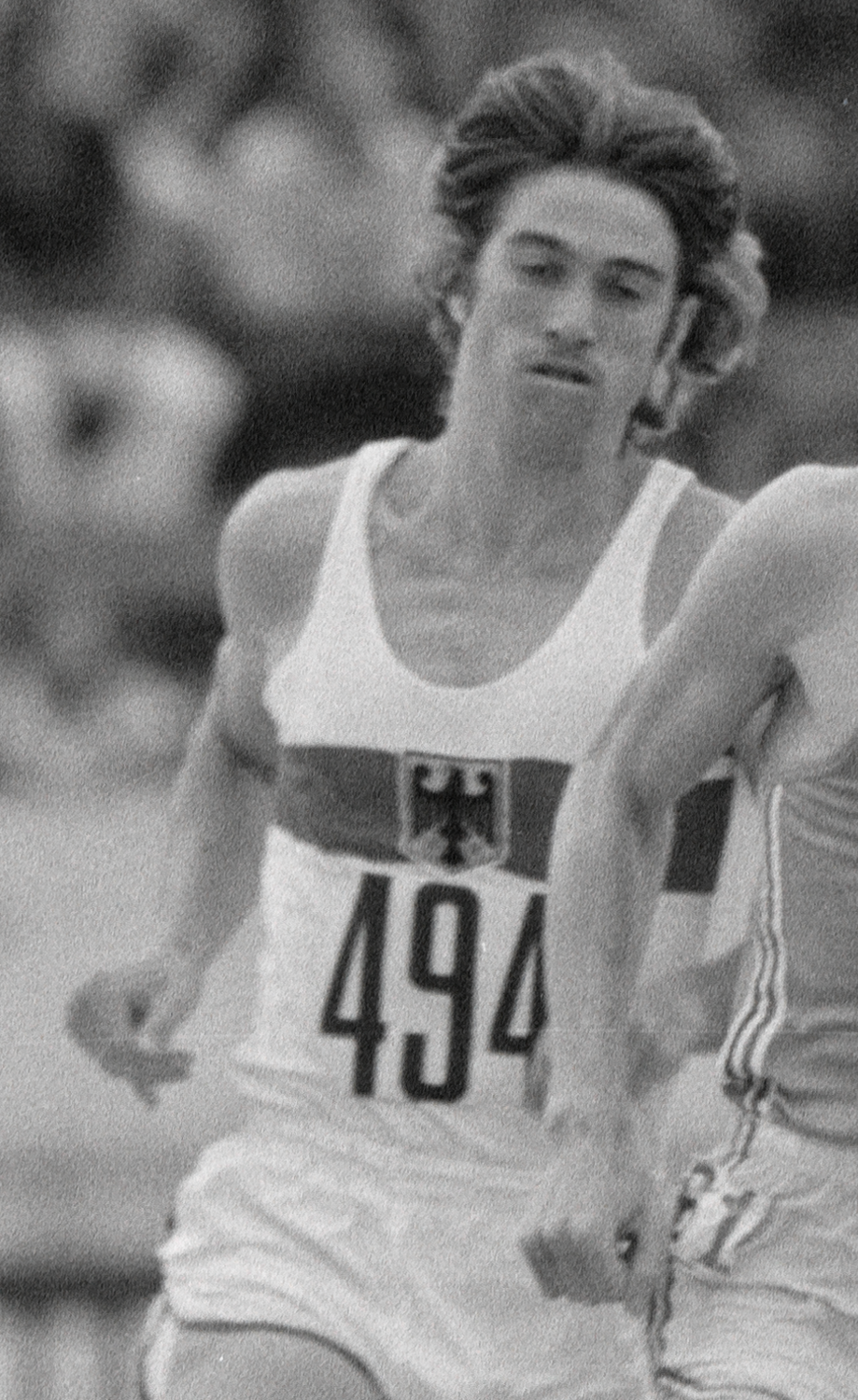
Paul-Heinz Wellmann

|                   | zawodnik       | narodowość | czas   | data                      | miejsce      |
| ----------------- | -------------- | ---------- | ------ | ------------------------- | ------------ |
| Rekord świata     | Filbert Bayi   | Tanzania   | 3:32,2 | 2 lutego 1974(dts)        | Christchurch |
| Rekord olimpijski | Kipchoge Keino | Kenia      | 3:34,9 | 20 października 1968(dts) | Meksyk       |

## Wyniki
| Poz. - pozycja |
| – rekord świata \| – rekord krajowy \| – rekord życiowy \| = – wyrównany rekord życiowy \| · – najlepszy wynik w sezonie \| = – wyrównany najlepszy wynik w sezonie \| – rekord olimpijski |
| Fn – falstart \| DNF – nie ukończył \| DNS – nie wystartował \| DSQ – zdyskwalifikowany |

### Eliminacje
Rozegrano pięć biegów eliminacyjnych. Do półfinałów awansowało po trzech najlepszych zawodników z każdego biegu oraz trzech z najlepszymi czasami spośród pozostałych.

#### Bieg 1
| Poz. | Zawodnik        | Narodowość        | Rezultat | Uwagi |
| ---- | --------------- | ----------------- | -------- | ----- |
| 1    | Marc Nevens     | Belgia            | 3:44,18  | Q     |
| 2    | Hélder de Jesus | Portugalia        | 3:44,20  | Q     |
| 3    | János Zemen     | Węgry             | 3:44,27  | Q     |
| 4    | Åke Svenson     | Szwecja           | 3:44,42  |       |
| 5    | Evert Hoving    | Holandia          | 3:45,00  |       |
| 6    | Matt Centrowitz | Stany Zjednoczone | 3:45,02  |       |
| 7    | Antti Loikkanen | Finlandia         | 3:45,32  |       |
| 8    | Ruben Sørensen  | Dania             | 3:45,39  |       |
| –    | Mohamed Makdouf | Maroko            | DNS      |       |

#### Bieg 2
| Poz. | Zawodnik           | Narodowość        | Rezultat | Uwagi |
| ---- | ------------------ | ----------------- | -------- | ----- |
| 1    | Steve Ovett        | Wielka Brytania   | 3:37,89  | Q     |
| 2    | Thomas Wessinghage | RFN               | 3:37,93  | Q     |
| 3    | Fernando Mamede    | Portugalia        | 3:37,98  | Q     |
| 4    | Herman Mignon      | Belgia            | 3:38,32  | q     |
| 5    | Mike Durkin        | Stany Zjednoczone | 3:38,89  |       |
| 6    | Gheorghe Ghipu     | Rumunia           | 3:39,34  |       |
| 7    | Günther Hasler     | Liechtenstein     | 3:39,20  |       |
| 8    | Markku Laine       | Finlandia         | 3:45,32  |       |
| 9    | Francisco Menocal  | Nikaragua         | 4:12,47  |       |

#### Bieg 3
| Poz. | Zawodnik             | Narodowość       | Rezultat | Uwagi |
| ---- | -------------------- | ---------------- | -------- | ----- |
| 1    | John Walker          | Nowa Zelandia    | 3:36,87  | Q     |
| 2    | Frank Clement        | Wielka Brytania  | 3:37,53  | Q     |
| 3    | Graham Crouch        | Australia        | 3:37,97  | Q     |
| 4    | Paul Craig           | Kanada           | 3:38,00  | q,    |
| 5    | Francis Gonzalez     | Francja          | 3:38,59  | q     |
| 6    | Bronisław Malinowski | Polska           | 3:41,67  |       |
| 7    | Ágúst Ásgeirsson     | Islandia         | 3:45,47  |       |
| 8    | Sheikr Al-Shabani    | Arabia Saudyjska | 4:08,70  |       |
| –    | Anders Gärderud      | Szwecja          | DNS      |       |

#### Bieg 4
| Poz. | Zawodnik               | Narodowość        | Rezultat | Uwagi |
| ---- | ---------------------- | ----------------- | -------- | ----- |
| 1    | Paul-Heinz Wellmann    | RFN               | 3:39,86  | Q     |
| 2    | Ivo Van Damme          | Belgia            | 3:39,93  | Q     |
| 3    | Rick Wohlhuter         | Stany Zjednoczone | 3:39,94  | Q     |
| 4    | Niall O’Shaughnessy    | Irlandia          | 3:40,12  |       |
| 5    | Tony Colón             | Portoryko         | 3:43,51  |       |
| 6    | Ulf Högberg            | Szwecja           | 3:47,96  |       |
| 7    | Peter Spir             | Kanada            | 3:59,60  |       |
| 8    | Emmanuel Saint-Hilaire | Haiti             | 3:47,96  |       |
| –    | Carlo Grippo           | Włochy            | DNS      |       |

#### Bieg 5
| Poz. | Zawodnik             | Narodowość      | Rezultat | Uwagi |
| ---- | -------------------- | --------------- | -------- | ----- |
| 1    | Eamonn Coghlan       | Irlandia        | 3:39,87  | Q     |
| 2    | David Moorcroft      | Wielka Brytania | 3:41,24  | Q     |
| 3    | Dave Hill            | Kanada          | 3:41,24  | Q     |
| 4    | Karl Fleschen        | RFN             | 3,42,09  |       |
| 5    | Rolf Gysin           | Szwajcaria      | 3:42,69  |       |
| 6    | Luis Medina          | Kuba            | 3:42,71  |       |
| 7    | Lars Martin Kaupang  | Norwegia        | 3:44,59  |       |
| 8    | Spilios Zacharopulos | Grecja          | 3:45,12  |       |
| 9    | Muhammad Siddique    | Pakistan        | 3:45,59  |       |

### Półfinały
Rozegrano dwa biegi półfinałowe. Do finału awansowało po czterech najlepszych zawodników z każdego biegu i jeden z najlepszym czasem spośród pozostałych.

#### Bieg 1
| Poz. | Zawodnik           | Narodowość      | Rezultat | Uwagi |
| ---- | ------------------ | --------------- | -------- | ----- |
| 1    | John Walker        | Nowa Zelandia   | 3:39,65  | Q     |
| 2    | Graham Crouch      | Australia       | 3:39,86  | Q     |
| 3    | David Moorcroft    | Wielka Brytania | 3:39,88  | Q     |
| 4    | János Zemen        | Węgry           | 3:39,94  | Q     |
| 5    | Thomas Wessinghage | RFN             | 3:40,06  |       |
| 6    | Steve Ovett        | Wielka Brytania | 3:40,34  |       |
| 7    | Herman Mignon      | Belgia          | 3:40,92  |       |
| 8    | Fernando Mamede    | Portugalia      | 3:42,59  |       |
| –    | Dave Hill          | Kanada          | DNF      |       |

#### Bieg 2
| Poz. | Zawodnik            | Narodowość        | Rezultat | Uwagi |
| ---- | ------------------- | ----------------- | -------- | ----- |
| 1    | Eamonn Coghlan      | Irlandia          | 3:38,60  | Q     |
| 2    | Rick Wohlhuter      | Stany Zjednoczone | 3:38,71  | Q     |
| 3    | Ivo Van Damme       | Belgia            | 3:38,75  | Q     |
| 4    | Frank Clement       | Wielka Brytania   | 3:38,92  | Q     |
| 5    | Paul-Heinz Wellmann | RFN               | 3:38,99  | q     |
| 6    | Francis Gonzalez    | Francja           | 3:40,73  |       |
| 7    | Paul Craig          | Kanada            | 3:41,02  |       |
| 8    | Marc Nevens         | Belgia            | 3:41,52  |       |
| 9    | Hélder de Jesus     | Portugalia        | 3:47,37  |       |

### Finał
| Poz. | Zawodnik            | Narodowość        | Rezultat | Uwagi |
| ---- | ------------------- | ----------------- | -------- | ----- |
| 1    | John Walker         | Nowa Zelandia     | 3:39,17  |       |
| 2    | Ivo Van Damme       | Belgia            | 3:39,27  |       |
| 3    | Paul-Heinz Wellmann | RFN               | 3:39,33  |       |
| 4    | Eamonn Coghlan      | Irlandia          | 3:39,51  |       |
| 5    | Frank Clement       | Wielka Brytania   | 3:39,65  |       |
| 6    | Rick Wohlhuter      | Stany Zjednoczone | 3:40,64  |       |
| 7    | David Moorcroft     | Wielka Brytania   | 3:40,94  |       |
| 8    | Graham Crouch       | Australia         | 3:41,80  |       |
| 9    | János Zemen         | Węgry             | 3:43,02  |       |